# Rua Doutor Assis
A Rua Doutor Assis é uma importante via localizada na "Cidade Velha", bairro da capital do Pará. Entre os imóveis localizados na via, encontram-se importantes casarões históricos com raros azulejos portugueses.
Esta rua é uma referência ao fundador de vários órgãos de comunicação do Pará e político local, o dr. Joaquim José de Assis. Fundou e dirigiu "O Pelicano" entre 1872 e 1874 (periódico maçom), "O Futuro" em 1872 (periódico republicano), a "A Província do Pará" entre 1876 e 1906, entre outras atribuições.
Antes do batismo da via em homenagem ao dr. Assis, esta rua possuía no nome de Rua do Espírito Santo.